# Konrad Wagner

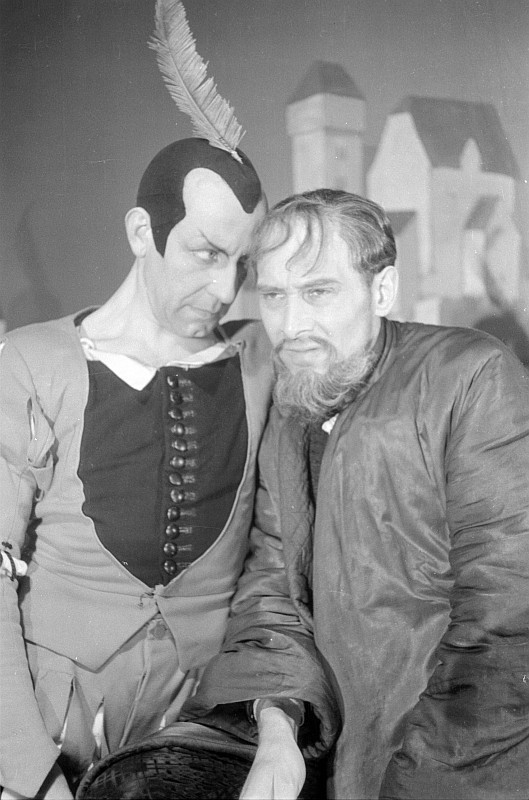
Konrad Wagner (der.) en 1945 como Fausto, junto a O. E. Hasse como Mefistófeles en Urfaust. Foto de Abraham Pisarek.

Konrad Wagner (21 de octubre de 1902 - 7 de septiembre de 1974) fue un actor y director de nacionalidad alemana.

## Biografía
Nacido en Colonia, Alemania, al igual que su hermano, el actor Paul Wagner, aprendió arte dramático gracias a las clases de Saladin Schmitt impartidas en Bochum. Entre 1935 y 1941 actuó en el Deutsches Schauspielhaus de Hamburgo, y desde el año 1941 en Berlín, trabajando principalmente en el Teatro Hebbel, en el Teatro Schiller (entre otras obras, en 1953 actuó en la puesta en escena llevada a cabo por Rudolf Noelte de la pieza de Albert Camus El estado de sitio) y el Renaissance-Theater. También fue actor cinematográfico, participando en películas como Der 20. Juli, Ein Mädchen aus Flandern y Der eiserne Gustav.
Fue muy activo como director televisivo (Das heilige Experiment, 1956; Die respektvolle Dirne, 1957; Aus Gründen der Sicherheit, 1961) y también en el campo del doblaje, siendo responsable de la versión alemana de más de 100 películas (entre ellas Carmen Jones, The Seven Year Itch y Borsalino).
Además, gracias a su personal voz, fue también actor de doblaje, trabajando con actores como Fredric March ( Inherit the Wind y Horas desesperadas, Keenan Wynn (Dr. Strangelove or: How I Learned to Stop Worrying and Love the Bomb y A quemarropa), Bernard Lee (Goldfinger, Operación Trueno, On Her Majesty's Secret Service y Diamonds Are Forever), Edward G. Robinson (Cuando el destino nos alcance), Walter Huston (El tesoro de Sierra Madre), Ernest Borgnine (The Dirty Dozen), Ray Milland (Love Story) y Sidney Blackmer (Rosemary's Baby).
Konrad Wagner falleció en el año 1974 en Berlín, Alemania.

## Filmografía como actor (selección)
- 1957 : Wie ein Sturmwind
- 1958 : Schwarze Nylons – Heiße Nächte
- 1958 : Der eiserne Gustav
- 1962 : Anfrage (telefilm)
- 1963 : Das große Vorbild (telefilm)
- 1965 : Party im Zwielicht (telefilm)
- 1967 : Der Reichstagsbrandprozess (telefilm)
- 1969 : Fememord (telefilm)
- 1969 : Goldene Städte (telefilm)

## Radio
- 1947 : Kurt Schwollius: Wer ist unschuldig?, dirección de Heinrich Voigt (Berliner Rundfunk)
- 1947 : Peter Wiszwede: Das alte Puppenspiel von Doktor Faust, dirección de Carlheinz Riepenhausen (Berliner Rundfunk)
- 1948 : Rolf Goetze: …das Ghetto stirbt, dirección de Hanns Korngiebel (Rundfunk im amerikanischen Sektor)
- 1948 : Albert Maltz: Im Land des Glücks, dirección de  Carlheinz Riepenhausen (Berliner Rundfunk)
- 1948 : Kurt Barthel: Schlöffel, dirección de Carlheinz Riepenhausen (Berliner Rundfunk)